# Tiebas-Muruarte de Reta
Tiebas-Muruarte de Reta település Spanyolországban, Navarra autonóm közösségben. Tiebas-Muruarte de Reta Biurrun-Olcoz, Valle de Elorz / Elortzibar, Beriáin és Unzué-Untzue községekkel határos. Lakosainak száma 660 fő (2024).

## Népesség
A település népessége az elmúlt években az alábbi módon változott:
| Lakosok száma | 578  | 545  | 588  | 629  | 659  | 633  | 613  | 606  | 635  | 660  |
|               | 2001 | 2004 | 2007 | 2009 | 2012 | 2014 | 2017 | 2019 | 2022 | 2024 |